# Gáň
Gáň (Hongaars: Gány) is een Slowaakse gemeente in de regio Trnava en maakt deel uit van het district Galanta. De gemeente ligt direct ten noorden van de stad Galanta.
Gáň telt 721 inwoners.
De gemeente ligt direct op de taalgrens met het Hongaars taalgebied dat het zuiden van Slowakije omvat. De buurgemeenten Váhovce en Veľká Mača zijn bijvoorbeeld geheel Hongaarstalig.

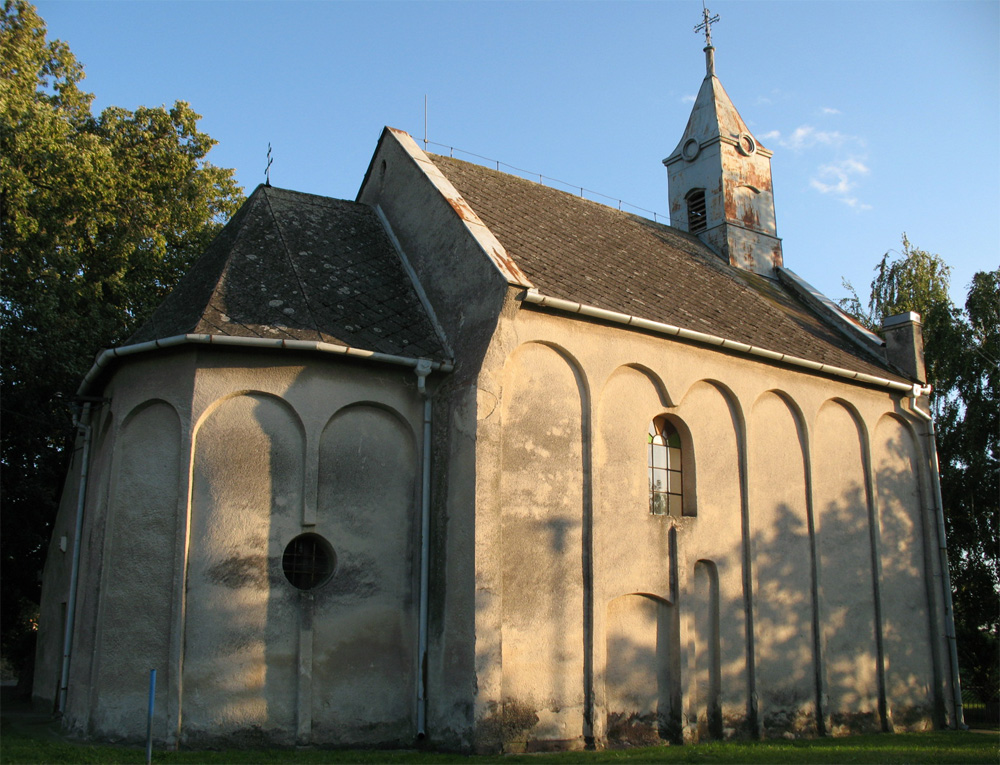
Kerk van Gáň